# Donald Wrye
Donald Malcolm Wrye (* 24. September 1934 in Riverside (Kalifornien), Vereinigte Staaten; † 15. Mai 2015 in Harrisburg (Pennsylvania), Vereinigte Staaten) war ein US-amerikanischer Regisseur, Drehbuchautor und Produzent bei Film und Fernsehen.

## Leben und Wirken
Wrye studierte an der University of Arizona und besuchte anschließend Filmkurse an der UCLA in Los Angeles. Noch während seiner Studienzeit diente er 1961 als Regieassistent bei dem B-Film Frühreife Generation. Mitte der 1960er Jahre begann Wrye eigene Filmdokumentationen herzustellen, deren Auftraggeber sowohl Fernseh- als auch Kinofilmproduktionsfirmen waren. Für zwei dieser Arbeiten, An Impression of John Steinbeck: Writer und The Numbers Start with the River, erhielt Wrye zu Beginn der 1970er Jahre in der Kategorie „Bester Kurzdokumentarfilm“ jeweils eine Oscar-Nominierung. Schließlich wurde Donald Wrye in die Academy of Motion Picture Arts and Sciences berufen und diente überdies viele Jahre lang deren Dokumentarfilm-Komitee.
Nach seinen Oscar-Nominierungen schien Wrye auch für den klassischen Unterhaltungsfilm von Interesse. Er drehte eine Fülle von konventionellen Produktionen, die überwiegend für das Fernsehen entstanden. Von erster Bedeutung war 1975 eine TV-Neuverfilmung des John-Osborne-Stücks Der Entertainer mit Jack Lemmon als Archie Rice; diejenige Rolle, die Laurence Olivier bereits 1959 in der britischen Kinoerstverfilmung mit Bravour gespielt hatte. Lemmon wurde für seine Leistung für den Primetime Emmy Award nominiert. Daraufhin erhielt Wrye 1977/78 erstmals auch eine Kinofilmregie angeboten. Das Resultat war das sehr gefühlige Eisläuferin-Melodram Eisfieber, das zwar auf nur mäßige Resonanz bei der Kritik stieß, aber ein moderater Publikumserfolg wurde. Wryes spätere Arbeiten sind kaum erwähnenswert; lediglich sein 1986 für das Fernsehen hergestellte, siebenteilige Kalter-Krieg-Drama Amerika sorgte aufgrund seiner primitiv antirussischen Machart für reichlich Negativ-Schlagzeilen und führte dazu, dass Wrye bis zu Beginn der 1990er Jahre beschäftigungslos blieb. Zuletzt drehte Donald Wrye 2009 ein Remake seines größten Kassenerfolges Eisfieber, das in Deutschland unter dem programmatischen Titel Eisfieber 2 direkt als DVD herausgebracht wurde.
Donald Wrye war knapp 28 Jahre lang mit ein und derselben Frau verheiratet; aus dieser Ehe entstammten die Kinder Gabriel, Ariel und Catalina.

## Filmografie (Auswahl)
als Regisseur, wenn nicht anders angegeben:
- 1966: Destination Safety (Fernsehdokumentation)
- 1968: Men From Boys: The First Eight Weeks (Fernsehdokumentation)
- 1968: California (Fernsehdokumentation)
- 1969: An Impression of John Steinbeck: Writer (Dokumentarfilm, auch Drehbuch und Produktion)
- 1971: The Numbers Start With the River (Dokumentarfilm, auch Produktion)
- 1973: The Man Who Could Talk to Kids (Fernsehfilm)
- 1974: Born Innocent (Fernsehfilm)
- 1975: Death Be Not Proud (Fernsehfilm, auch Drehbuch und Produktion)
- 1975: Der Entertainer (The Entertainer) (Fernsehfilm)
- 1977: It Happened One Christmas (Fernsehfilm)
- 1978: Eisfieber (Ice Castles) (Kinofilm, auch Drehbuch)
- 1981: Fire on the Mountain (Fernsehfilm)
- 1982: Scheidungskriege (Divorce Wars: A Love Story) (Fernsehfilm, auch Drehbuch und Herstellungsleitung)
- 1983: The Face of Rage (Fernsehfilm, auch Drehbuch)
- 1983: Die letzte Schicht (Heart of Steel) (Fernsehfilm)
- 1984: The House of God (Kinofilm, auch Drehbuch)
- 1985: Das Recht zu sterben (Right to Kill?) (nur Herstellungsleitung)
- 1986: Amerika (Fernseh-Siebenteiler, auch Drehbuch und Herstellungsleitung)
- 1990: 83 Stunden – Nervenkrieg gegen die Zeit (83 Hours ’Til Dawn) (Fernsehfilm)
- 1990: Laras schönster Tag (Lucky Day) (Fernsehfilm, auch Herstellungsleitung)
- 1991: Ein Fremder in unserer Mitte (Stranger in the Family) (Fernsehfilm, auch Herstellungsleitung)
- 1993: Broken Promises: Taking Emily Back (Fernsehfilm, auch Produktion)
- 1994: Angeklagt: Der Vater (Ultimate Betrayal) (Fernsehfilm, auch Herstellungsleitung)
- 1994: Blutsbande (Separated by Murder) (Fernsehfilm, auch Produktion)
- 1994: Blutiges Familiengeheimnis (A Family Divided) (Fernsehfilm)
- 1995: Vom eigenen Vater entführt (Trail of Tears) (Fernsehfilm, auch Herstellungsleitung)
- 1996: Not in This Town (Fernsehfilm)
- 1997: Spiel mit höchstem Risiko (High Stakes) (Fernsehfilm, auch Herstellungsleitung)
- 1999: A Vision of Murder: The Story of Donielle (Fernsehfilm, auch Herstellungsleitung)
- 2000: Komm zurück ins Leben (Range of Motion) (Fernsehfilm)
- 2007: Reckless Behavior: Caught on Tape (Fernsehfilm, auch Drehbuch)
- 2009: Eisfieber 2 (Ice Castles) (DVD-Produktion, auch Drehbuch)